# Federazione cestistica della Macedonia del Nord
La Federazione cestistica della Macedonia del Nord (acronimo KFSM; macedone: Кошаркарска Федерација на Северна Македонија) è l'ente che controlla e organizza la pallacanestro in Macedonia del Nord.
La federazione gestisce inoltre le attività delle nazionali maschili e femminili. Ha sede a Skopje e l'attuale presidente è Pero Antić.
È affiliata alla FIBA dal 1993 e organizza il campionato macedone di pallacanestro.